# Питерский, Николай Алексеевич
Николай Алексеевич Питерский (20 марта 1905 , с. Левино, Медынский уезд, Калужская губерния, Российская империя — 8 января 1971, Москва) — советский военный, контр-адмирал (1949), кандидат военно-морских наук (1955). Автор ряда книг о флоте.
Советник министра иностранных дел СССР во время Лондонской конференции по Суэцкому каналу (1956). Военно-морской атташе при посольстве СССР в США (март 1958 — июнь 1959).

## Биография
Командир роты молодых моряков 2-го Балтийского флотского экипажа, исполнял должность старшего минера линкора «Марат» морских сил Балтийского моря (январь-ноябрь 1927). Штурман эсминца «Фрунзе» (октябрь-ноябрь 1929), дивизионный штурман дивизиона сторожевых и торпедных катеров (ноябрь 1929 — январь 1930), штурман эсминца «Петровский» (январь-май 1930), дивизионный штурман отдельного дивизиона эсминцев морских сил Чёрного моря (май 1930 — декабрь 1931), командир 5-го (ноябрь 1934 — июнь 1937), 7-го (июнь — октябрь 1937) отдельных дивизионов торпедных катеров Тихоокеанского флота.
Во время гражданской войны в Испании 1936—1939 — военный советник при командующем республиканским флотом, старший морской советник (декабрь 1937 — январь 1939). Начальник оперативного отдела (январь 1939 — июль 1940), заместитель начальника оперативного управления Главного морского штаба (июль — сентябрь 1940).
Участник Советско-финской войны 1939—1940.
Заместитель начальника (сентябрь 1940 — июль 1941), помощник начальника (июль — октябрь 1941) Краснознаменного Балтийского флота.
Участник Великой Отечественной войны. Помощник начальника по строевой части Военно-морской медицинской академии (октябрь 1941 — май 1942), начальник отдела конвойной службы Главного морского штаба (май 1942 — март 1945). Успешно выполнил большую работу по организации перевозок импортных грузов в Советский Союз.
Командир Белградской военно-морской базы Дунайской флотилии (март — июль 1945), Пинской военно-морской базы (июль — декабрь 1945).
Помощник начальника Управления боевой подготовки (декабрь 1945 — июль 1947), штаба Главного штаба ВМС (июль 1947 — март 1950), Морского генерального штаба — начальник Военно-морского научного управления (март 1950 — январь 1951). Как военно-морской эксперт находился в США (январь 1951 — апрель 1953). Начальник отдела — помощник начальника Главного штаба ВМФ по военно-морской научной работы (апрель 1953 — декабрь 1956). Советник министра иностранных дел СССР во время Лондонской конференции по Суэцкому каналу (1956).
В распоряжении главнокомандующего ВМФ (декабрь 1956 — апрель 1957), заместитель начальника ОГУ Главного штаба ВМФ (апрель 1957 — март 1958).
Военно-морской атташе при посольстве СССР в США (март 1958 — июнь 1959).
В распоряжении главнокомандующего (июнь — декабрь 1959), 2-го отдела Главного штаба ВМФ (декабрь 1959 — октябрь 1960).
С октября 1960 года — в отставке.
Похоронен на Новодевичьем кладбище Москвы.

## Труды
- Торговый флот и война. — Ленинград; Москва: Гострансиздат, 1932. — 47 с.
- Защита портов и водных путей от воздушных нападений / Н. А. Питерский; Под ред. Э. В. Столярского. — Ленинград: Гострансиздат. Ленингр. отд., 1933. — 48 с.
- Знай флот: Памятная книжка члена ДОСААФ. — Москва: Изд-во ДОСААФ, 1956. — 230 с.
- International security forces. — [Moscow]: "Novosti press agency, 1966. — 46 с.
- Страницы морской славы / Н. А. Питерский, контр-адм., Ю. И. Чернов, кап. 2-го ранга. — Москва: Изд-во ДОСААФ, 1971. — 271 с.
- Die Sowjet-Flotte im Zweiten Weltkrieg. — Oldenburg; Hamburg: Stalling, 1966. — 581 S.
- Ответственный редактор пособия для академий и училищ «История военно-морского искусства» [2], редактор русского перевода книги Раймона де Бело «Роль моря в будущей войне» (Москва: Воениздат, 1961. — 200 с.).

## Награды
Кавалер ордена Ленина (1949), ордена Красного Знамени (трижды: 1938, 1945, 1953), ордена Отечественной войны I ст. (дважды: 1945, 1945), ордена Красной Звезды (1940) и югославского ордена «Партизанская звезда» II ст. (1945).